# Grand-Prix-Saison 1919

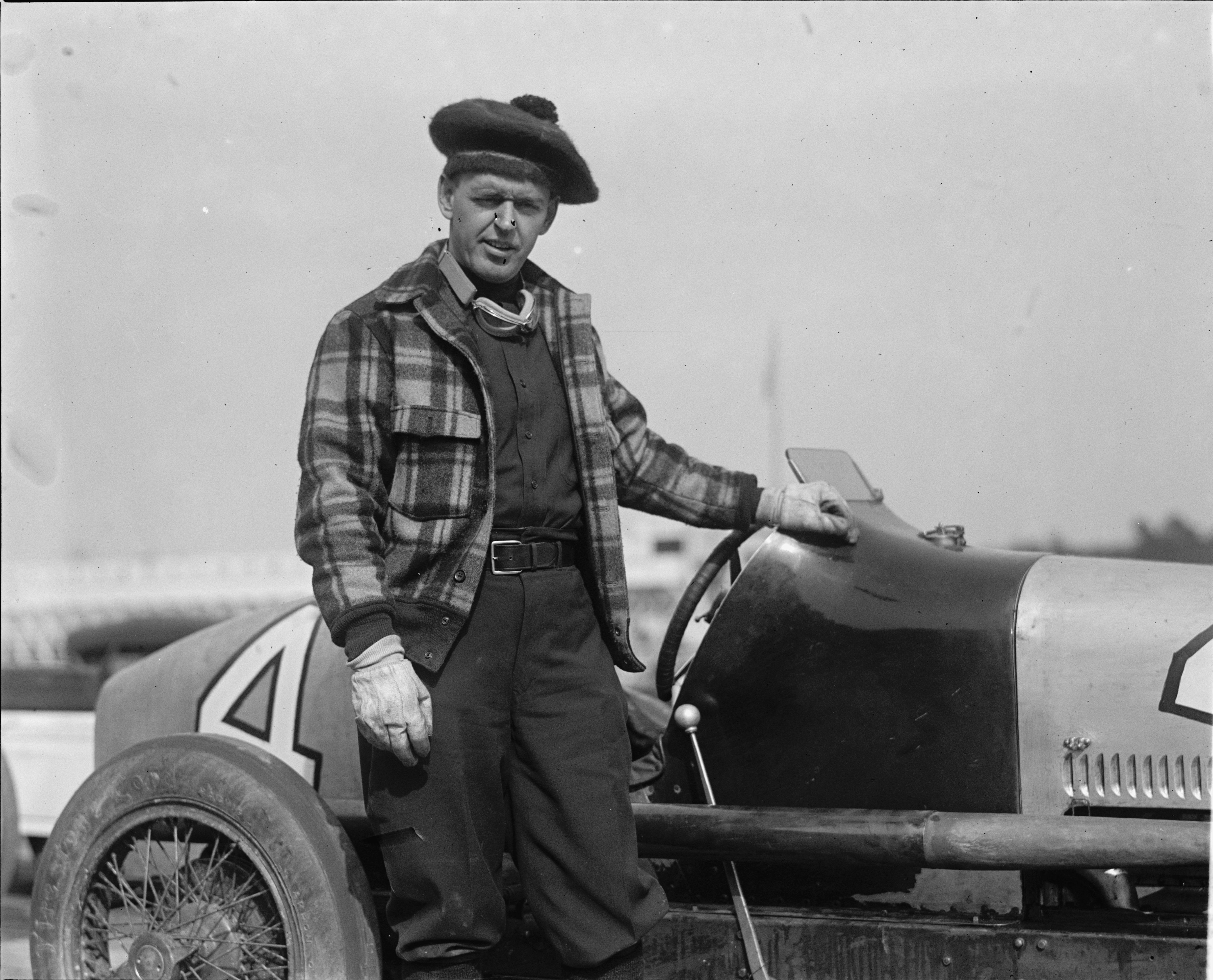
Sieger in Elgin: Tommy Milton.

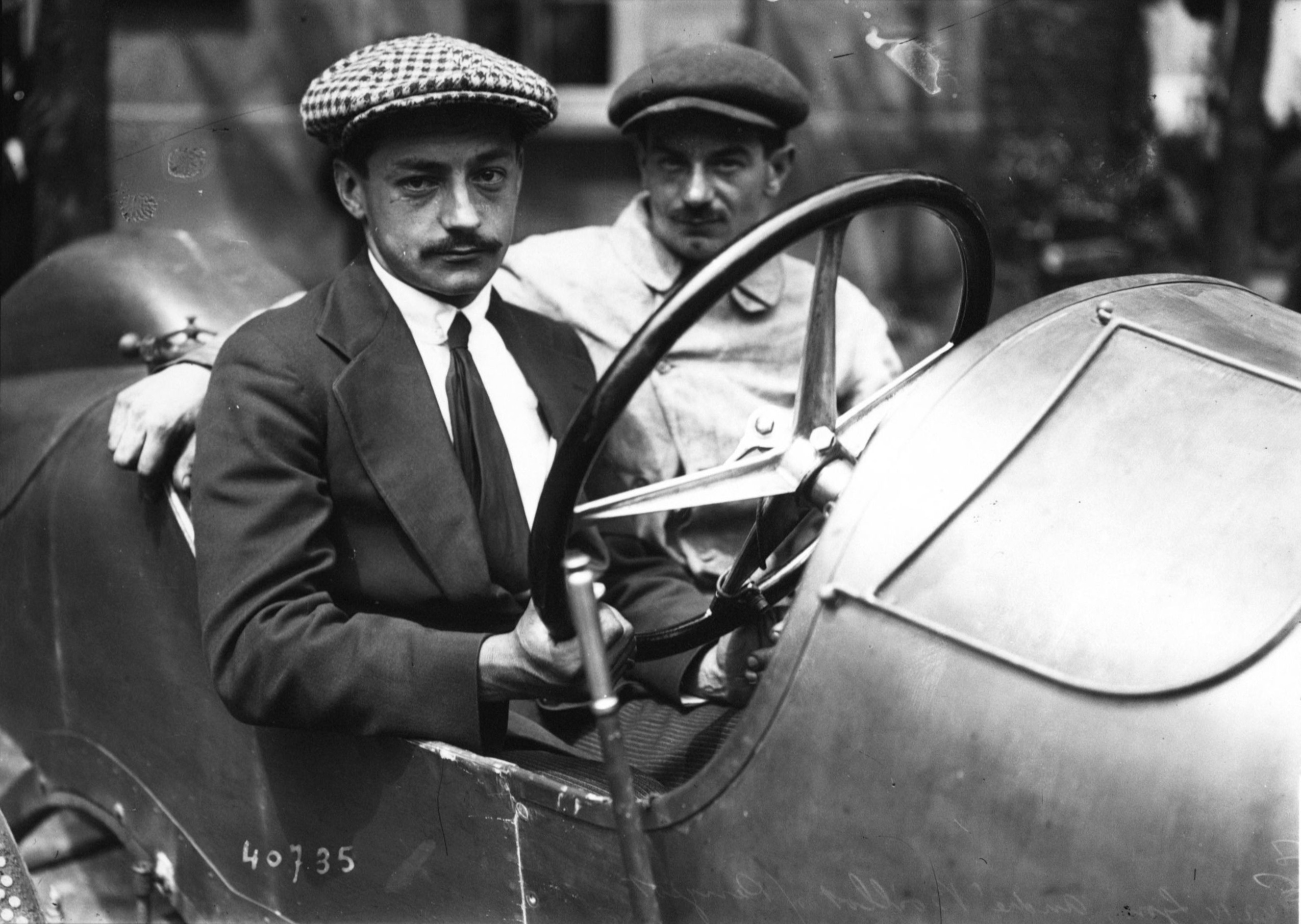
Gewinner der Targa Florio: André Boillot.

Die Grand-Prix-Saison 1919 war die erste nach dem Ersten Weltkrieg. Vom Automobil-Weltverband AIACR wurden keine Grandes Épreuves ausgeschrieben.
Es fanden drei bedeutende Rennen statt: das Indianapolis 500 auf dem Indianapolis Motor Speedway, die Elgin National Trophy auf dem Elgin Road Race Course in Elgin, Illinois in den USA sowie die Targa Florio auf Sizilien.

## Rennkalender
| Datum  | Rennen                | Strecke                      | Sieger                    | Statistik |
| ------ | --------------------- | ---------------------------- | ------------------------- | --------- |
| 31.05. | Indianapolis 500      | Indianapolis Motor Speedway  | Howard Wilcox (Peugeot)   | Statistik |
| 23.08. | Elgin National Trophy | Elgin Road Race Course       | Tommy Milton (Duesenberg) |           |
| 23.11. | Targa Florio          | Medio circuito delle Madonie | André Boillot (Peugeot)   | Statistik |